# Saint-Aubin-sous-Erquery
Saint-Aubin-sous-Erquery és un municipi francès, situat al departament de l'Oise i a la regió dels Alts de França. L'any 2007 tenia 313 habitants.

## Demografia

### Població
El 2007 la població de fet de Saint-Aubin-sous-Erquery era de 313 persones. Hi havia 111 famílies de les quals 20 eren unipersonals (20 dones vivint soles i 20 dones vivint soles), 36 parelles sense fills, 51 parelles amb fills i 4 famílies monoparentals amb fills.
La població ha evolucionat segons el següent gràfic:
Habitants censats

### Habitatges
El 2007 hi havia 116 habitatges, 110 eren l'habitatge principal de la família, 3 eren segones residències i 3 estaven desocupats. Tots els 116 habitatges eren cases. Dels 110 habitatges principals, 104 estaven ocupats pels seus propietaris i 6 estaven llogats i ocupats pels llogaters; 4 tenien dues cambres, 14 en tenien tres, 21 en tenien quatre i 71 en tenien cinc o més. 82 habitatges disposaven pel capbaix d'una plaça de pàrquing. A 39 habitatges hi havia un automòbil i a 65 n'hi havia dos o més.

### Piràmide de població
La piràmide de població per edats i sexe el 2009 era:
| Homes | Edats   | Dones |
| ----- | ------- | ----- |
| 0     | 95 o +  | 0     |
| 0     | 90 a 94 | 0     |
| 0     | 85 a 89 | 4     |
| 4     | 80 a 84 | 0     |
| 0     | 75 a 79 | 4     |
| 4     | 70 a 74 | 8     |
| 4     | 65 a 69 | 4     |
| 8     | 60 a 64 | 4     |
| 4     | 55 a 59 | 8     |
| 12    | 50 a 54 | 4     |
| 12    | 45 a 49 | 28    |
| 28    | 40 a 44 | 12    |
| 24    | 35 a 39 | 16    |
| 12    | 30 a 34 | 12    |
| 4     | 25 a 29 | 8     |
| 12    | 20 a 24 | 8     |
| 24    | 15 a 19 | 8     |
| 8     | 10 a 14 | 4     |
| 16    | 5 a 9   | 16    |
| 8     | 0 a 4   | 16    |

## Economia
El 2007 la població en edat de treballar era de 203 persones, 156 eren actives i 47 eren inactives. De les 156 persones actives 147 estaven ocupades (80 homes i 67 dones) i 9 estaven aturades (5 homes i 4 dones). De les 47 persones inactives 16 estaven jubilades, 19 estaven estudiant i 12 estaven classificades com a «altres inactius».

### Ingressos
El 2009 a Saint-Aubin-sous-Erquery hi havia 108 unitats fiscals que integraven 301 persones, la mediana anual d'ingressos fiscals per persona era de 21.369 €.

### Activitats econòmiques
Dels 4 establiments que hi havia el 2007, 1 era d'una empresa de comerç i reparació d'automòbils, 2 d'empreses de transport i 1 d'una empresa de serveis.
L'únic servei als particulars que hi havia el 2009 era un taller de reparació d'automòbils i de material agrícola.
L'any 2000 a Saint-Aubin-sous-Erquery hi havia 4 explotacions agrícoles.

## Equipaments sanitaris i escolars
El 2009 hi havia una escola elemental integrada dins d'un grup escolar amb les comunes properes formant una escola dispersa.

## Poblacions properes
El següent diagrama mostra les poblacions més properes.